# 庫德姆卡爾
庫德姆卡爾是俄羅斯彼爾姆邊疆區的一個城市。根據2010年俄羅斯人口普查，當地人口有28,967人。
2005年12月1日以前是科米彼尔米亚克自治区的首府。